# Allogalumna parva
Allogalumna parva är en kvalsterart som först beskrevs av Berlese 1916.  Allogalumna parva ingår i släktet Allogalumna och familjen Galumnidae. Inga underarter finns listade i Catalogue of Life.